# Chassalia oxylepis
Chassalia oxylepis är en måreväxtart som beskrevs av Friedrich Anton Wilhelm Miquel. Chassalia oxylepis ingår i släktet Chassalia och familjen måreväxter.
Artens utbredningsområde är Java. Inga underarter finns listade i Catalogue of Life.